# Códigos negros
Los Códigos Negros  eran cuerpos de leyes establecidos a nivel de los gobiernos estatales de los Estados Unidos, en calidad de legislación interna, destinado a poner límites a los derechos ciudadanos de la población de raza negra, Dichos grupos de normas fueron redactados y promulgados a partir de la década de 1830, y conocieron una verdadera vigencia hasta bien entrado el siglo XX, cuando el Movimiento por los derechos civiles en Estados Unidos causó su abolición.

## Fundamentos
Inicialmente los "Códigos Negros" eran promulgados en Estados que no habían legalizado la esclavitud en sus territorios pero que deseaban evitar que la población negra libre accediera a derechos iguales a los blancos. No obstante estas normas fueron de alcance limitado pues la mayor parte de la población negra en Estados Unidos seguía siendo esclava hasta el final de la Guerra de Secesión y no era necesario regular su situación legal pues al ser esclavos eran considerados como bienes muebles y no como personas dotadas de derechos humanos básicos.
La Proclamación de Emancipación de 1863, dictada en medio de la Guerra Civil por el presidente Abraham Lincoln, abolió la esclavitud y significó que la población negra de Estados Unidos cambiara su situación legal de manera inmediata. Una gran masa de individuos de ambos sexos, y de toda edad, era considerada en teoría como ciudadanos estadounidenses y podía por tanto acceder a los mismos derechos y beneficios reconocidos a la población blanca. No obstante, el racismo fuertemente establecido entre amplias capas de blancos no desapareció, y de hecho en los Estados que habían formado parte de la Confederación la discriminación racial era un problema vigente durante generaciones, que no desaparecería solamente con una ley.

## Implantación y difusión
Cuando acabó la Guerra de Secesión, los Estados del Sur se vieron sujetos a la autoridad del Ejército de la Unión, migrantes llegados desde el Norte y sureños simpatizantes de la Unión. Si bien un primer esfuerzo fue eliminar a los partidarios de la Confederación de los cargos públicos, el sentimiento a favor de la discriminación racial seguía activo en el Sur y el triunfo del Norte no era suficiente para suprimirlo. 
Cuando durante el periodo de la Reconstrucción se discutieron los requisitos para que los antiguos Estados confederados volvieran a la Unión, todas las asambleas estaduales aceptaron la decimotercera Enmienda de la Constitución que repudiaba la esclavitud. Los Códigos Negros sirvieron en la práctica como método para legalizar la discriminación racial y sobre todo la segregación practicada por las autoridades de raza blanca. 
No obstante ello, las asambleas estatales se preocuparon de reducir la influencia política de la población negra y para ello se establecieron los Códigos Negros como normas para controlar el trabajo, actividades, y desplazamientos de los ex esclavos, estableciendo inclusive la servidumbre por deudas. El primer Estado sureño en adoptar tales normas fue Texas en 1866, siendo prontamente imitado por otros Estados del Sur, donde se consideró preciso controlar la libertad de trabajo de los antiguos esclavos mediante un sistema de multas y castigos corporales, como forma de asegurar mano de obra barata a los blancos.
Posteriormente, los Códigos Negros ampliaron su alcances hasta abarcar cuestiones como el derecho al sufragio, el uso de instalaciones públicas, la instrucción escolar, y muchas otras cuestiones que fueron materias de leyes más racistas inclusive, conocidas bajo el nombre genérico de Leyes de Jim Crow.